# U-1191
| U-1191                                   | U-1191 | U-1191 |
| ---------------------------------------- | --- | --- |
|                                          | | |
|                                          | | |
| Зображення підводного човна підтипу VIIC | | |
| Під прапором                             | Третій Рейх | Третій Рейх |
| Спуск на воду                            | 6 липня 1943 року | 6 липня 1943 року |
| Виведений зі складу флоту                | 9 вересня 1943 року | 9 вересня 1943 року |
| Сучасний статус                          | 3 липня 1944 року потоплений в Ла-Манші південно-західніше Брайтона глибинними бомбами британських есмінців «Онслот» і «Орібі», ескортних міноносців «Бріссенден», «Венслідейл» і «Телібон» та фрегата «Сеймур» | 3 липня 1944 року потоплений в Ла-Манші південно-західніше Брайтона глибинними бомбами британських есмінців «Онслот» і «Орібі», ескортних міноносців «Бріссенден», «Венслідейл» і «Телібон» та фрегата «Сеймур» |
| Проєкт                                   | | |
| Тип ПЧ                                   | Торпедний ДПЧ | Торпедний ДПЧ |
| Розробник проєкту                        | F Schichau, Данциг | F Schichau, Данциг |
| Вартість                                 | 4 439 000 ℛℳ | 4 439 000 ℛℳ |
| Основні характеристики                   | | |
| Швидкість (надводна)                     | 17,9 вузла | 17,9 вузла |
| Швидкість (підводна)                     | 8 вузлів | 8 вузлів |
| Робоча глибина занурення                 | 100 м | 100 м |
| Гранична глибина занурення               | 220 м | 220 м |
| Автономність плавання                    | 8500 миль (15 700 км) на швидкості 10 вузлів (18,6 км/год) (надводна) 80 миль (150 км) на швидкості 4 вузли (7,4 км/год) (підводна)                                                                             | 8500 миль (15 700 км) на швидкості 10 вузлів (18,6 км/год) (надводна) 80 миль (150 км) на швидкості 4 вузли (7,4 км/год) (підводна)                                                                             |
| Екіпаж                                   | 44—60 осіб | 44—60 осіб |
| Розміри                                  | | |
| Довжина найбільша (по КВЛ)               | 67,1 м | 67,1 м |
| Ширина корпусу найб.                     | 6,2 м | 6,2 м |
| Висота                                   | 9,6 м | 9,6 м |
| Середня осадка (по КВЛ)                  | 4,74 м | 4,74 м |
| Водотоннажність надводна                 | 769 т | 769 т |
| Озброєння                                | | |
| Артилерія                                | 1 × 88-мм палубна гармата SK C/35 | 1 × 88-мм палубна гармата SK C/35 |
| Торпедно- мінне озброєння                | 4 носових і один кормовий ТА 14 торпед або 26 мін TMA | 4 носових і один кормовий ТА 14 торпед або 26 мін TMA |
| ППО                                      | 1 × 37-мм зенітна гармата Flak M42 2 × 20-мм зенітні гармати FlaK 30 | 1 × 37-мм зенітна гармата Flak M42 2 × 20-мм зенітні гармати FlaK 30 |

U-1191 — німецький підводний човен типу VIIC, що входив до складу Військово-морських сил Третього Рейху за часів Другої світової війни. Закладений 4 листопада 1942 року на верфі F Schichau у Данцигу. Спущений на воду 6 липня 1943 року, а 9 вересня 1943 року корабель увійшов до складу 5-ї навчальної флотилії ПЧ ВМС нацистської Німеччини. Єдиним командиром човна був оберлейтенант-цур-зее Петер Грау.

## Історія служби
U-1191 належав до німецьких підводних човнів типу VIIC, найчисленнішого типу субмарин Третього Рейху, яких випущено 703 одиниці. Службу розпочав у складі 8-ї навчальної та з 1 травня 1944 року — після завершення підготовки — в 7-ій бойовій флотилії ПЧ Крігсмаріне. У травні-липні 1944 року підводний човен здійснив один бойовий похід в Атлантичний океан.
3 липня 1944 року човен потоплено в Ла-Манші південно-західніше Брайтона глибинними бомбами британських есмінців «Онслот» і «Орібі», ескортних міноносців «Бріссенден», «Венслідейл» і «Телібон» та фрегата «Сеймур». Усі 50 членів екіпажу загинули.
Після війни вважалося, що U-1191 був потоплений 25 червня глибинними бомбами британських фрегатів «Аффлек» і «Бальфур», проте насправді фрегати атакували уламки U-269, потопленого за кілька годин до їхнього прибуття. В 1995 році підводні дослідники виявили рештки обох човнів на глибині 64 метри.